# 동문관

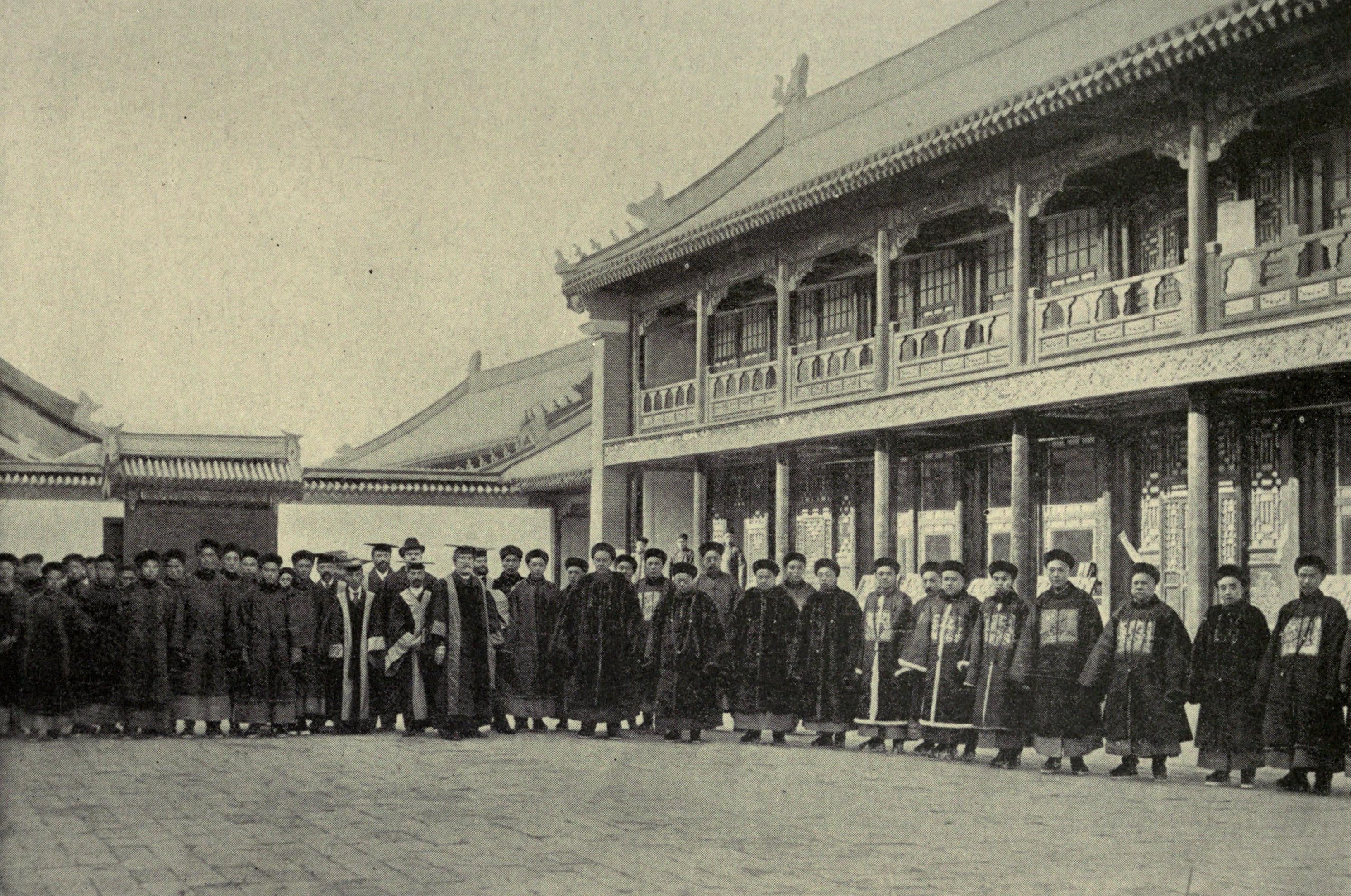
동문관 교장 윌리엄 마틴과 다른 교수진들

경사동문관(京師同文館)은 청나라 말기 시작된 양무운동 시기에 세워진 영어, 영국어, 독일어 등 서양 국가의 언어 교육을 중심으로 했던 기관이다.

## 개요
1862년, 공친왕 혁흔의 건의로 설립되었다. 외교사무를 담당할 외국어가 가능한 인재 육성을 목적으로 설립되었다. 제도상 총리각국사무아문의 관할 하에 두었다. 설립 직후에는 선교사들을 교수로 영어, 프랑스어, 러시아어를 교육했다. 이후, 다른 언어로 독일어, 일본어가 추가되었다. 또한, 천문학, 수학, 화학, 의학, 공학 같은 일반 학문과 서양사, 국제법 전공이 추가되었다.
1867년, 서계여가 단당대신에 임명된 후 동문관의 발전은 궤도를 타게 된다. 미국인 선교사 윌리엄 마틴(정위랑)은 1864년 교수로 취임했고, 1869년에는 교장이 되었다. 마틴 하에서 교육 과정이 크게 정비되었다. 교육 과정은 8년 과정으로 처음 3년간은 언어를 배우고, 나머지 5년간 각각의 전공으로 분리되었다. 1879년을 기준으로 163명의 학생이 있었으며, 영어, 프랑스어, 수학을 전공하는 학생이 많았다.
저명한 교수로는 수학자였던 이선란과 과학자 서수 등이 있었다.
동문관에서는 교육 기관으로서의 역할 뿐만 아니라 번역 작업도 병행했고, 1873년에는 출판회를 열기도 했다. 이 행사는 중국에서 가장 오래된 대학 출판회이며, 수많은 책을 번역, 출판했다.
1900년, 의화단 운동으로 문을 닫았다가, 1902년에 경사대학당(현재의 북경대학)에 흡수되었다.

## 교수진
- John Shaw Burdon (包尔腾) - 수석 교수 (1862-1869)
- William Alexander Parsons Martin (丁韪良) - 수석 교수 (1869-1900)
- Anatole Billequin (毕利干) - 화학
- "남작" Johannes von Gumpach (方根拔) - 천문학과 수학
- Hermann Fritsche (费礼饬) - 천문학
- John Fryer (translator)(중국어판) (傅兰雅) - 영어
- 이선란 (李善蘭) - 수학

## 같이 보기
- 총리각국사무아문